# Cuoricinici
Cuoricinici è un singolo del gruppo musicale brasiliano Selton, pubblicato il 23 giugno 2017 come primo estratto dal quinto album in studio Manifesto tropicale.

## Video musicale
Il videoclip pubblicato il 30 giugno 2017 sul canale Vevo-YouTube della band, è quasi interamente girato su un tagadà nel quale compare una ragazza e altre persone ballare mentre la giostra è in movimento tranne in un momento nel quale si vede la ragazza ferma in un punto di un campo sportivo.